# Infected Mushroom
Infected Mushroom er en israelsk psykedelisk trance duo stiftet i byen Haifa i 1996, af de to musikproducere Erez Eisen og Amit Duvdevani. Duoen arbejdede primært i starten med psykedelisk- og Goa trance, men har igennem de seneste år, skiftet stil og afprøvet flere forskellige musikgenrer, bl.a. electronica, drum and bass og trip hop. Både nationalt og internationalt, er Infected Mushroom én af de bedst sælgende musikgrupper fra Israel.
Duoen fik deres gennembrud i 1999 med debutalbummet, The Gathering, som fik øjeblikkelig opmærksomhed på natklubber og elektroniske musikfestivaler verden over. Albummet blev efterfulgt året efter Classical Mushroom. I 2001 udkom B.P. Empire, hvilket udgjorde en ændring i deres lyd og stil, og havde indflydelse på industrial og ambient-musik. Dobbeltalbummet Converting Vegetarians fra 2003 indeholdte både psy-trance sange, mens disken med titlen "The Other Side" indeholdte eksperimentel musik, downtempo og electropop. IM the Supervisor (2004) fortsatte med at blande psy-trance med andre musikalske genrer og blev Infected Mushroom bedst sælgende album til dato.
I 2007 udgav de deres sjette album, Vicious Delicious, hvilket af nogle anses som deres mest forskelligartede musikalske indsats indtil videre. Albummet indeholder singlen "Becoming Insane" – nummeret er en blanding af spansk guitar, rap og trance. Legend of the Black Shawarma blev udgivet i 2009, og indeholder et remix af The Doors klassiske "Riders on the Storm". Det ottende album, Army of Mushrooms, blev udgivet i maj 2012 på det amerikanske pladeselskab Dim Mak Records og indeholder en coverversion af Foo Fighters' "The Pretender".
Duoen er kendt for en udviklende musikalsk stil, hvor en bred vifte af instrumenter er beskæftiget, herunder akustisk guitarer, kor og komplekse syntetiserede-bas. Deres kompositioner består ofte af konstant skiftende trommebeats og tempo. Begge stiftende medlemmer har siden 2006 været bosat i Los Angeles, Californien i USA.

## Medlemmer

### Erez Aizen
Erez Aizen blev født den 8. september 1980 i Kiryat Yam, Israel. Han begyndte klassisk undervisning i en ung alder, lærte at spille orgel i en alder af 4 år og studerede klassisk klaver på Haifa Konservatoriet fra han var 8 år. I en alder af 11 år, bekendte Aizen sig med computerstyret musik, først med Impulse Tracker og senere til mere avanceret musikalsk kompositionssoftware.
I en alder af 18 år, havde Aizen samarbejdet med DJ Jörg, såvel som andre betydningsfulde psy-trancekunstnere, og havde udgivet tre album og et utal af sange i henhold til forskellige psy-trancemoniker (herunder Shidapu og Shiva Shidapu).

### Amit Duvdevani
Amit Duvdevani blev født den 7. november 1974 i Israel og havde en lignende musikalsk baggrund. Han spillede klaver i ni år, startende i en alder af 7 år inden han tog en ny drejning i retning af heavy metal og punk-rock. Duvdevani spillede keyboard og skrev det meste af materialet for et lokalt Haifa punk-rock band Enzyme. Duvdevani tog til sit første trance rave i 1991, en uge inden han blev indkladt til den israelske hær (hvor han fik tilnavnet Duvdev). Han har mere end en gang beskrevet denne oplevelse som livet ændrer sig – fra dette tidspunkt, var alt han kunne tænke på trance musik. Efter at have afsluttet sin værnepligt, tilbragte han et år i Indien (primært i Goa) og endelig besluttede han sig for at lave musik. ¨

## B-sider

### Aizen
- Med Miki Litvak (ex-Domestic), Oren Kislev og Roy Sasson: Shidapu
- Med Talamasca: Magic Mushrooms
- Med Shiva (DJ Jörg): Shiva Shidapu

### Duvdevani
- Med Space Cat: Cat On Mushroom
- Med PsySex: Sex On Mushroom
- Med DJ Jörg: Jörg On Mushroom
- Med Domestic: Domestic Mushroom
- Med Deedrah: Infected Deedrah
- Med Hallucinogen og Michele Adamson: Fly Agaric
- Med Astrix: Infected Astrix

## Diskografi

### Album
- The Gathering (1999)
- Classical Mushroom (2000)
- B.P. Empire (2001)
- Converting Vegetarians (2003)
- IM the Supervisor (2004)
- Vicious Delicious (2007)
- Legend of the Black Shawarma (2009)
- Army of Mushrooms (2012)
- Converting Vegetarians II (2015)
- Return to the Sauce (2017)
- Head of NASA and the 2 Amish Boys (2018)
- More than Just a Name (2020)
- IM25 (2022)

### Singler/EP
- Intelligate (1999)
- Bust A Move EP (2000)
- Classical Mushroom EP (2000)
- B.P. Empire EP (2001)
- Birthday (feat. Berry Sakharof) (2002)
- Deeply Disturbed (2003)
- Songs From the other Side EP (2003)
- Cities of the Future (2004)
- Stretched (2005)
- Becoming Insane (2007)
- Smashing The Opponent (2009)
- Killing Time (2010)
- Deck & Sheker (2010)
- Pink Nightmares (2011)
- U R So Fucked / U R So Smart (2012)
- Evilution (with Datsik feat. Jonathan Davis) (2012)
- Nation of Wusses (2012)

### Musikvideoer
| År   | Sang                                           | Instruktør      |
| ---- | ---------------------------------------------- | --------------- |
| 2003 | "Deeply Disturbed"                             |                 |
| 2006 | "Becoming Insane"                              | Harv            |
| 2009 | "Smashing The Opponent"                        | Jonathan Davis  |
| 2010 | "Killing Time"                                 | Matan Cohen     |
| 2011 | "Pink Nightmares"                              | Sebastian Lopez |
| 2012 | "U R So Fucked"                                | Dim Mak Records |
| 2012 | "Evilution (with Datsik feat. Jonathan Davis)" | Dim Mak Records |

### Sange udgivet på samlinger
Liste, der genereres fra den Infected Mushrooms hjemmesiden.
Sang: Kunstner – Album / Samlinger
- Acid Killer: IsrAliens
- Angel Jonathan: Yahel – For The People
- Anyone Else But Me: Unidentified Forms of Sound 2
- Arabian Knights On Mescaline: GMS vs. Systembusters
- Baby Killer: Void Indigo
- Blue Rhythmic Night: Space Mantra
- Cat On Mushroom: Space Cat – Beam Me Up
- Classical Mushroom: IsrAliens 2
- Coolio Remix: Coolio EP
- Crazy D: IsrAliens
- Dainai: Yahel – Something to Remember
- Devil: Unidentified Forms Of Sound
- Dirty 80's: Psysex – Hardcore Blastoff
- Doremifas: Unidentified Forms of Sound 3
- Double Click: Israel's Psychedelic Trance 5
- Double Click (Piano Version): Parashurama – Morning Origin Of Species
- Dream Theatre: Space Mantra
- Electro Panic: Yahel – Private Collection
- Elm: Unidentified Forms Of Sound
- Evadawn: Vision quest Gathering 2002/Amphibians
- Expose: Deck Wizards – Enhanced Reality
- Facing: Magnet
- For The People: Yahel – For The People
- Gravity Waves Rmx: Xerox – Freestyle
- I See Myself: Unusual Suspects
- Intelligate: The Digital Dance Of Shiva
- Into The Matrix: IsrAliens 2
- Look At Me: Voojoo Rituals
- Lo Ra: Life Is... Creation
- LSD Story (Duvdev Rmx): GMS – The Remixes
- Merlin: In My Brain
- Millions OF Miles Away Remix: Oforia – Millions Miles Away EP
- Ministry of Angels: Contact Clubber Vol: 1
- Montoya: Unidentified Forms Of Sound
- Monster (Remix): Astrix – Artcore
- Muddy Effect: Deck Wizards – Enhanced Reality
- My Mummy Said: Infected Deedrah – My Mummy Said EP
- Now Is The Time (Duvdev Solo): Full On 7
- One Absolute: Full On 3
- Overload: Full On Vol. 2 – The Israeli DAT Mafia
- Power Of Celtics
- Psycho Live Mix: Full On 4
- Red Filter: Full On 5
- S is Here : Most Wanted Pres. DJ Yahel – Mixing In Action
- Scotch: Voojo Rituals
- Smahutta: Full On 6
- Small Moves: The Digital Dance Of Shiva
- Symphonatic: Tsunami
- The Fly: Psychotropic
- The Messenger: Kum Haras, Space Mantra – Ganesh Propaganda
- Tiwanacu: Kum Haras
- Voices: Tsunami
- Waves of sound: Yahel – Waves Of Sound
- Where Is S: Destination Goa 7
- Wider: Future Navigators II
- 9%: Heat Seekers Israeli Trance Allstars